# The Day of the Doctor
The Day of the Doctor (El dia del Doctor) és un episodi especial de la longeva sèrie de televisió britànica Doctor Who que celebra el 50è aniversari de la primera emissió de la popular ficció.
Steven Moffat, show runner de la sèrie des de 2010, és l'autor de l'episodi, Nick Hurran és el director. Té una durada similar a la d'un telefilm i es va emetre el 23 de novembre de 2013 en 2D i 3D pel canal de televisió britànic BBC One, i a diversos cinemes al Regne Unit i la resta del món.
La trama de l'episodi narra com l'Onzè Doctor es reuneix amb la seva desena encarnació i una altra situada entre la vuitena i la novena en una aventura que els portarà a enfrontar-se a un fet terrible que ha despertat a la National Gallery de Londres l'any 2013, així com a lluitar contra un complot assassí a l'Anglaterra isabelina i a l'espai exterior, on una antiga batalla arriba a la seva conclusió. Tot això alhora que el perillós passat del mateix Doctor torna per perseguir-lo.
Tot i ser un breu cameo d'un segon sense diàleg, va suposar la primera aparició de Peter Capaldi com el Dotzè Doctor abans del seu debut oficial al següent episodi. A més va completar el cicle de regeneracions en mostrar l'inici de la regeneració del Doctor Guerrer cap al Novè Doctor i es va canviar retroactivament la continuïtat de la sèrie pel que fa a Gallifrey i els senyors del temps.
L'episodi va ser emès simultàniament en 94 països, aconseguint un rècord Guiness gràcies a això, a més de ser projectat a més de 1.500 sales de cinema de tot el món.

## Argument

### Mini-episodis
Dos mini-episodis escrits per Steven Moffat, The Night of the Doctor (14 de novembre de 2013) i The Last Day (21 de novembre de 2013), van ser emesos poc abans de l'estrena de The Day of the Doctor en forma promocional.
A The Night of the Doctor, Paul McGann torna a representar el seu rol de Vuitè Doctor del 1996. El Doctor mor en intentar rescatar una dona d'una nau que està a punt d'estavellar-se al planeta Karn. Un cop allà, la suma sacerdotessa el ressuscita momentàniament per persuadir-lo de posar fi a la guerra del temps. Amb una poció que té pot fer-lo regenerar a la seva voluntat. Ell accepta, ja que segons el mateix Doctor: ara mateix Gallifrey el que necessita no és un doctor sinó un guerrer. En aquell moment es comença a convertir en el Doctor Guerrer.
The Last Day és un curt gravat en primera persona sobre un soldat de Gallifrey amb una càmera implantada al cap. El soldat veu com Arcadia està sent atacada pels dàleks.

### Capítol
La trama entrellaça tres fils argumentals relacionats amb l'Anglaterra actual, l'Anglaterra isabelina i la caiguda d'Arcàdia, la segona ciutat de Gallifrey a l'últim dia de la guerra del temps.
A l'escola de Coal Hill, Clara Oswald rep un missatge de l'Onzè Doctor i torna a la TARDIS, que per ordre reial és remolcada per un helicòpter a Trafalgar Square per anar a la National Gallery. El Doctor rep les instruccions de la reina Elisabet, preservades en una carta, on parla d'un quadre en 3D que representa l'últim dia de la guerra del temps, es titula o bé Mai més o bé Gallifrey cau. Dins la carta també es parla de diversos quadres en 3D. Els vidres d'aquests altres quadres 3D estan trencats des de dins i les figures que hi figuraven han desaparegut. Tot obra d'una espècie anomenada zygon, amb la capacitat de canviar de forma, que intenta envair la Terra. Finalment, per derrotar-los, UNIT planeja detonar un cap nuclear a Londres, sota la seva base, que conté un cert nombre d'artefactes i és a prova de TARDIS.
En un altre moment del temps, enmig de la guerra del temps, el Doctor Guerrer veu com Gallifrey està caient davant una invasió dàlek i decideix activar una arma de destrucció massiva coneguda com a Moment, descrit com a "devorador de galàxies" que destruirà les dues espècies completament. L'arma té consciència pròpia i s'apareix davant seu amb la forma de la futura acompanyant, Rose Tyler, per fer-li veure si aquest anihilament en massa és realment correcte, li mostra què serà d'ell i les conseqüències si escau.
A l'Anglaterra isabelina, el Desè Doctor i una jove Isabel I també es troben amenaçats pels zygons. Se'ls uneixen el Doctor Guerrer i l'Onzè Doctor. Tots tres són tancats a la Torre de Londres, on el Moment anima al Doctor Guerrer a idear un pla sobre fer càlculs que portarien "segles" al tornavís sònic, començant-los el tornavís del Doctor Guerrer i acabant-los en el de l'Onzè, que és 400 anys més gran que el seu antecessor. L'Onzè Doctor comunica als seus acompanyants del present el codi per activar el manipulador del vòrtex que Jack Harkness va deixar en una de les múltiples morts, que està en mans de UNIT, això li permet a la Clara escapar dels zygons. Un cop han sortit de la Torre de Londres i han descobert els plans dels zygons, els tres doctors entren a UNIT a través d'un quadre, de la mateixa manera que ho havien fet els seus enemics. El Desè i l'Onzè Doctor activen un esborrador de memòria, fent que els humans i els zygons oblidin qui és humà i qui zygon amb forma humana, obligant-los així a fer un tractat de pau en lloc de buscar solucions extremes.
El Doctor Guerrer, creient que ja coneix les conseqüències i ha decidit el correcte, procedeix amb la seva intenció de detonar el devorador de galàxies. No obstant això, les seves dues encarnacions posteriors el convencen de canviar d'opinió i busquen una solució alternativa. En el seu lloc, convoquen a totes les encarnacions del Doctor (inclosa una encara desconeguda encarnació futura) i, treballant en equip, tanquen temporalment Gallifrey en un punt desconegut de l'espai i el temps, fent que els dàleks es destrueixin els uns als altres en disparar-se entre si amb la desaparició sobtada del planeta que atacaven. El Doctor Guerrer expressa aprovació cap a les encarnacions en què es convertirà i tant ell com el Desè Doctor marxen en les seves respectives TARDIS. El Doctor Guerrer immediatament comença a regenerar-se tot citant la frase pronunciada pel Primer Doctor, que el seu cos «està una mica desgastat», i per un breu segon es veu que s'està transformant en el Novè Doctor. Per la disrupció dels corrents temporals, els dos doctors del passat saben que no recordaran que el Doctor Guerrer va salvar Gallifrey, i que serà recordat com el destructor.
Al final, l'Onzè Doctor coneix al misteriós conservador del museu (Tom Baker, el Quart Doctor), qui li explica que el títol del quadre no és ni Mai més ni Gallifrey cau, sinó una sola frase: Gallifrey cau, mai més, donant a entendre que el pla de salvar Gallifrey va funcionar i que el futur del Doctor es dedicarà a trobar-lo. L'episodi conclou amb una referència a la història de la sèrie quan el Doctor descriu un somni que ha tingut en el qual totes les encarnacions del Doctor apareixen juntes i decideix que buscarà Gallifrey a partir d'aquest moment.

### Continuïtat

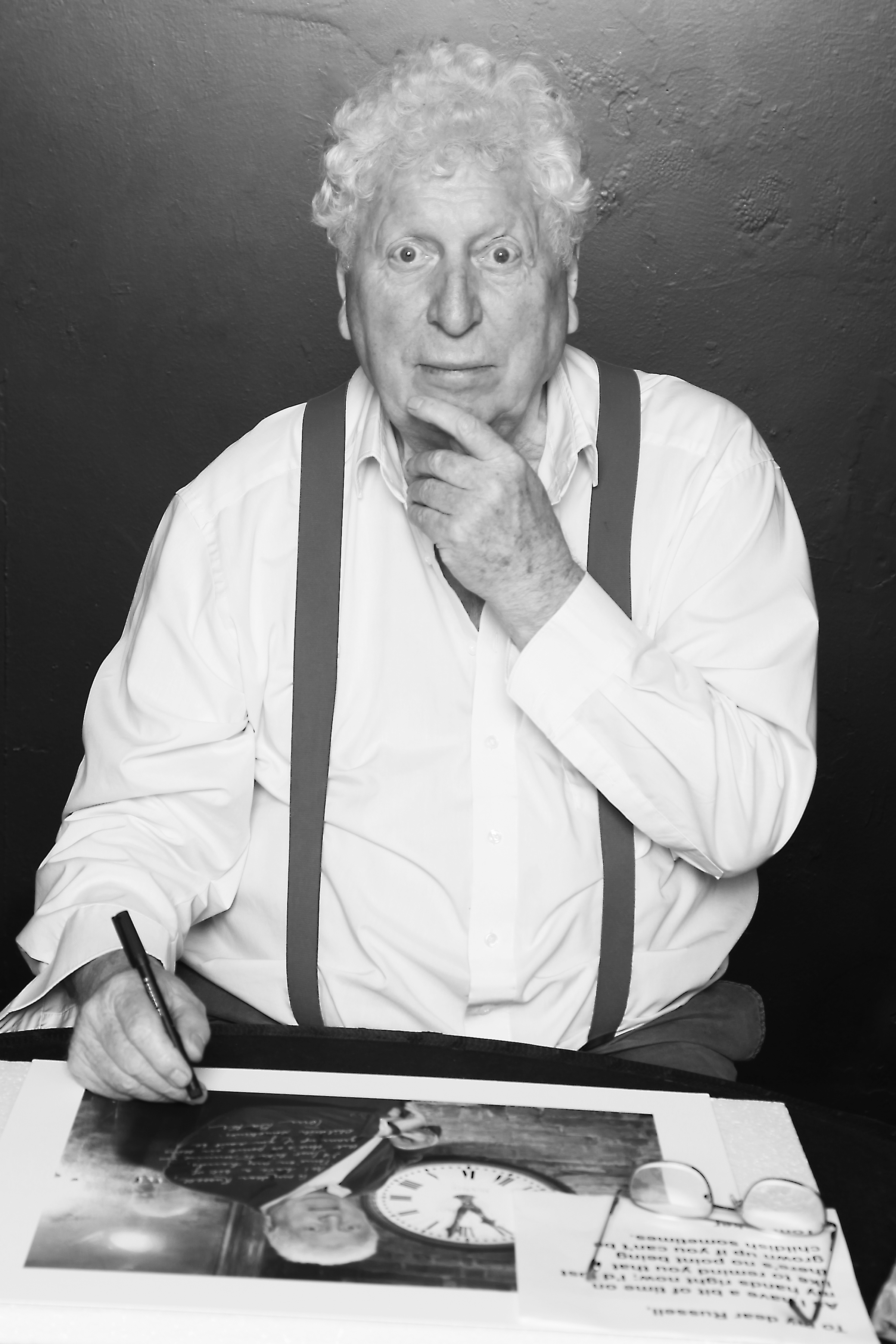
El personatge que interpreta Tom Baker va ser motiu d'especulació entre els mitjans i els aficionats al programa, ja que no es concreta si el seu rol és el del Doctor o un altre.

En ser un capítol de celebració d'aniversari, conté diverses referències al passat de la sèrie.
Els títols de crèdit són els mateixos que els del primer episodi, amb l'afegit del logotip actual de la BBC. A més a més, en la primera escena, que comença sent en blanc i negre, es mostra el dipòsit de ferralla Totter's Lane, on s'ocultava la TARDIS en el primer serial i el col·legi Coal Hill, centre on la neta del doctor, Susan Foreman, acudia a classe i que ara és dirigit per un tal Ian Chesterton.
Quan l'Onzè Doctor accedeix a la línia temporal del Desè, li demana a aquest que ambdós utilitzin els seus tornavisos sònics per "revertir la polaritat" del forat de cuc que els ha comunicat. Aquesta solució era freqüentment aplicada pel Tercer Doctor en les seves històries, tant que va arribar a considerar-se el seu "latiguillo". Tant el Desè Doctor com l'Onzè Doctor també utilitzen les seves frases característiques (Allons-i i Jerònim! Respectivament) quan apliquen el seu pla per salvar Gallifrey. (El viatge dels condemnats, La fi del temps, En l'últim moment, etc.)
Durant l'"error amb els fons de pantalla" de la TARDIS quan els tres Doctors entren en ella, la paret interior apareix decorada amb cercles com en el decorat de la sèrie clàssica. El Desè Doctor diu, ja a la sala de control de l'Onzè, que no li agrada la redecoració, igual que el Segon Doctor amb la del Tercer a The Three Doctors. El número de telèfon de la TARDIS és el mateix que el que apareix a La Terra robada.
En La fi del temps, el Desè Doctor admet haver-se casat amb Isabel I, referint-se a ella com La Bona Reina Bess, fet que passa en aquest episodi. A El codi Shakespeare, una Isabel d'avançada edat demana iradament el cap del Desè Doctor, cosa que aquest no comprèn, ja que el casament i posterior fugida és un succés que passa al seu futur personal. La reina Isabel I també va aparèixer en el serial del Primer Doctor, The Chase. L'última frase que diu el Desè Doctor abans de tornar a la seva línia de temps és la mateixa que pronuncia just abans de regenerar-se: "No me'n vull anar".
El manipulador del vòrtex que hi ha a l'Arxiu Negre i que utilitza la Clara va pertànyer al capità Jack Harkness i va ser llegat a UNIT després d'una de les seves aparents morts. A part, la combinació de nombres que l'Onzè Doctor envia a Clara per utilitzar-lo és 1716231163, una referència al primer episodi, que va ser emès a les 17:16 del 23 de novembre de 1963.
El fes que l'Onzè Doctor troba a la National Gallery té certa rellevància en la trama. L'obsessió de l'onzena encarnació del Doctor per aquesta peça es va iniciar en l'episodi El Big Bang i va continuar en diverses ocasions des d'aquest moment.
Entre els objectes que s'observen a l'Arxiu Negre de UNIT es troben les sabates de River Song en El temps dels àngels, les abraçadores magnètiques que l'Institut Torchwood va utilitzar a El dia del Judici Final i el cap d'un ciberhumà d'Empreses Cybus, vistos per primera vegada a El ressorgiment dels ciberhumans.

#### Continuïtat en els mini-episodis
The Night of the Doctor és un enllaç entre la sèrie clàssica i la nova. Steven Moffat va decidir que volia veure el naixement del Doctor Guerrer, ja que la nova sèrie va començar el 2005 amb Christopher Eccleston interpretant el Novè Doctor. Després de posar-se en contacte amb Paul McGann, qui estava disposat a participar-hi, Moffat va escriure el mini-episodi addicional sorpresa pels fans. A més a més d'enllaçar les dues sèries, també introdueix The Day of the Doctor.
Abans de la regeneració al Doctor Guerrer, el Vuitè Doctor menciona: Charley Pollard, C'rizz, Lucie Miller, Tamsin Drew i Molly O'Sullivan. Aquests són companys del Doctor en diversos àudiodrames de la Big Finish Productions. Ha estat el primer cop que s'ha fet referència als àudiodrames en les sèries de televisió.

## Repartiment
- Matt Smith com a Onzè Doctor.
- David Tennant com a Desè Doctor: excloent els flashbacks i les imatges d'arxiu, Tennant no ha aparegut a Doctor Who des del capítol La fi del temps, emesa per primera vegada al Regne Unit l'1 de gener de 2010.
- Jenna Coleman com a Clara Oswald: en aquest capítol especial, és la primera vegada que l'actiu apareix en els crèdits com a Jenna Coleman, emeten el Louise del seu nom.[17]
- Billie Piper com a Interfase del Moment: arma de destrucció massiva de Gallifrey amb consciència pròpia. Billie Piper interpreta una projecció del Moment que pren la forma d'una futura acompanyant del Doctor, Rose Tyler tot i dir que és el Llop dolent (a les lletres de crèdit apareix com a intèrpret d'aquest personatge, no del Moment). Piper no apareixia a Doctor Who des del capítol La fi del temps on interpreta una escena final. El seu últim capítol com a protagonista va ser La fi del món.[18]
- John Hurt com a Doctor Guerrer: una encarnació oblidada del Doctor entre el Vuitè i el Novè Doctor. Es va regenerar a partir del Vuitè per poder lluitar d'una forma més adequada a la guerra del temps.
- Jemma Redgrave com la filla de la brigada Kate Stewart: qui anteriorment va aparèixer en El poder dels tres, després d'haver estat originalment interpretat per l'actriu Beverley Cressman en els spinoff directament en vídeo: Downtime i Dæmos Rising.[19]
- Ingrid Oliver com a Osgood: al llarg de l'especial, Osgood és vista amb una còpia de la bufanda icònica de la del Quart Doctor.[20][21]
- Chris Finch com un senyor del temps soldat.
- Peter de Jersey com a Androgar.[22]
- Bones Ken com el general.[23]
- Joanna Page com a Elisabet I d'Anglaterra:[24][25][26] és la tercera atriu que intrepreta a Elisabet I a Doctor Who, les anteriors interpretacions van ser a mans de Vivienne Bennet (The Chase) i Angela Pleasence (El codi Shakespeare).
- Nicholas Briggs posa veu als dàleks i els zygons.
- Tom Baker com el conservador:[27][28] es deixa ambigu si el conservador de la National Gallery és el Quart Doctor (manifestant-se com un home molt més gran) o una futura encarnació del Doctor.
- William Hartnell, Patrick Troughton, Jon Pertwee, Tom Baker, Peter Davison, Colin Baker, Sylvester McCoy, Paul McGann, Christopher Eccleston i Peter Capaldi apareixen com els seus respectius Doctors a través de les imatges d'arxius. Només Capaldi va gravar per una seqüència per fer la seva primera aparició com a Dotzè Doctor.[27][28]

## Producció

### Concepció i desenvolupament
| «                                          | Hi ha certes coses que hem estat establint des de fa molt de temps i que es resoldran en l'especial. | » |
| — Steven Moffat, durant la Comic-Con 2013. | |   |

Anteriorment, es van rodar episodis especials amb motiu de la celebració d'anys assenyalats: The Three Doctors quan la sèrie va complir deu anys en antena i The Five Doctors quan va arribar als vint. El 1993, quan la sèrie va complir trenta anys, no hi va haver serial, ja que la ficció havia estat cancel·lada en 1989, però la BBC va emetre, per a la seva campanya de caritat Children in Need, un episodi crossover amb la sèrie Gent del barri anomenat Dimensions in Time. La peculiaritat d'aquests tres episodis és que diverses encarnacions del Doctor es troben entre elles vivint aventures. Pel que va suposar el quarantè aniversari el 2003, no es va realitzar cap esdeveniment, però la BBC va aprofitar la celebració per informar del retorn a la producció de la sèrie, que es duria a terme dos anys més tard.
La BBC va anunciar la producció de l'episodi que serviria com a celebració del cinquantè aniversari de la sèrie, juntament amb el docudrama An Adventure in Space and Time, escrit per Mark Gatiss, que narra com es va gestar la ficció l'any 1963. Moffat va començar a escriure el guió a principis de 2013, sense cap restricció per part dels directius de la BBC sobre la seva durada. El guionista escocès va declarar estar «sota tremenda pressió per no defraudar (els fans)». Per Moffat «normalment cap episodi es pot fer al gust tots. […] Però no vull que ningú se senti defraudat amb l'episodi del gran aniversari. Així que això és molt dur.» Sobre si la història tractaria sobre la reunió de diverses encarnacions del Doctor com en serials anteriors, el guionista no va rebutjar la possibilitat, va declar que «si tens una bona història en què el motor és el fet que un home viu la mateixa aventura en diversos punts diferents de la seva vida, seria una pena no fer-ho. Però no es pot fer un episodi especial com si fos simplement una reunió. Això no és una història, és una festa. No tinc res en contra de les festes, però no són molt divertides de veure. Si tingués una història realment bona, llavors sí». Al març, l'intèrpret principal Matt Smith va confirmar que el guió estava llest i que ja l'havia llegit, mostrant-se entusiasmat i satisfet amb ell. També va revelar una pista als fans, va dir que la paraula "pintures" era important en la trama. Amb el guió ja finalitzat, Moffat va esmentar de nou que la trama de l'episodi no seria una «festa de reunió» i que «no podia construir l'episodi només mirant cap enrere, sinó que en realitat seria el començament d'una nova història». L'episodi compta amb l'aparició dels zygons, una raça alienígena introduïda al serial Terror of the Zygons. El seu creador, Robert Banks Stewart, ha indicat que a part dels zygons apareixerien «tots els altres» monstres. La BBC va confirmar també l'aparició dels dàleks. Moffat va comentar sobre l'aparició dels icònics vilans «el Doctor va dir una vegada que es pot jutjar un home per la qualitat dels seus enemics, pel que és lògic que per a aquest episodi tan especial, hagi de fer front als seus majors enemics».
Nick Hurran va confirmar que seria l'encarregat de la direcció de l'episodi, durant el Festival de Cinema de Glasgow 2013. El director britànic, que prèviament havia dirigit els episodis de la sèrie La noia que va esperar, El complex de Déu, El manicomi dels Daleks i Els àngels prenen Manhattan, va declarar estar encantat per haver estat escollit per a aquesta feina.

### Càsting
Arran que els anteriors episodis d'aniversari havien suposat la reunió d'antics actors i personatges, durant els mesos previs al rodatge, antics intèrprets del Doctor, així com dels seus acompanyants i altres personatges de la sèrie, van ser preguntats sobre el seu interès a l'hora de formar part de l'episodi. John Barrowman, intèrpret del capità Jack Harkness, personatge secundari en la sèrie i protagonista del seu spin-off Torchwood, va confirmar que no estaria involucrat en l'episodi. Altres actors, que van interpretar a acompanyants del Doctor, com Noel Clarke, Freema Agyeman i, inicialment, Billie Piper van declarar que no havien estat contactats per repetir els seus papers. El diari Daily Express, en un dels diversos rumors que van aparèixer als mitjans de comunicació, va publicar que l'Amo apareixeria en l'especial, interpretat per Benedict Cumberbatch, encara que aquesta informació va ser posteriorment negada tant per l'actor com per Moffat. John Simm, últim actor que va donar vida al personatge en la sèrie, va declarar que el vilà no apareixeria, almenys, interpretat per ell. Diversos mesos abans que comencés el rodatge, David Tennant i Christopher Eccleston van declarar que no sabien res sobre si estarien o no involucrats en l'especial, tot i que tampoc estaven en posició de fer declaracions al respecte, mentre que Paul McGann es va mostrar disposat a repetir el paper si ho demanaven. Daily Mirror va arribar a publicar que tots els actors que van interpretar al viatger del temps en les seves anteriors encarnacions tornarien per l'episodi i que fins i tot s'utilitzarien imatges d'arxiu i tècniques per ordinador per comptar amb l'aparició de William Hartnell, Patrick Troughton i Jon Pertwee, ja morts. Tanmateix, Peter Davison i Sylvester McCoy van declarar que els actors de la sèrie clàssica no havien estat contactats per repetir el seu rol, la seva participació va quedar centrada en un àudio-drama de Big Finish i en una convenció organitzada per la BBC. Eccleston, per la seva banda, va mantenir diverses reunions amb Moffat sobre la seva participació en l'episodi, però finalment va declinar aparèixer.
Finalment, al març de 2013, la BBC va confirmar que tant David Tennant com Billie Piper repetirien els seus rols de Desè Doctor i Rose Tyler al capítol. També va confirmar l'aparició del veterà actor John Hurt, que ja va aparèixer breument en l'episodi final de la setena temporada The Name of the Doctor. Així mateix, el repartiment el componen Ken Bones com el general, Orlando James com Lord Bentham, Joanna Page com la reina Elisabet I d'Anglaterra i Ingrid Oliver. Jemma Redgrave va repetir el paper de Kate Stewart, filla del Brigadier Alistair Lethbridge-Stewart, que va aparèixer per primera vegada a El poder de tres. Nicholas Briggs va tornar a prestar la seva veu als dàleks. Tom Baker, actor que va interpretar al Quart Doctor, va realitzar una aparició sorpresa al final del capítol interpretant el conservador de la National Gallery de Londres. Imatges d'arxiu de la resta d'intèrprets del Doctor van ser utilitzades en l'episodi i durant un breu moment i sense acreditar, Peter Capaldi va interpretar per primera vegada al Dotzè Doctor.

### Rodatge

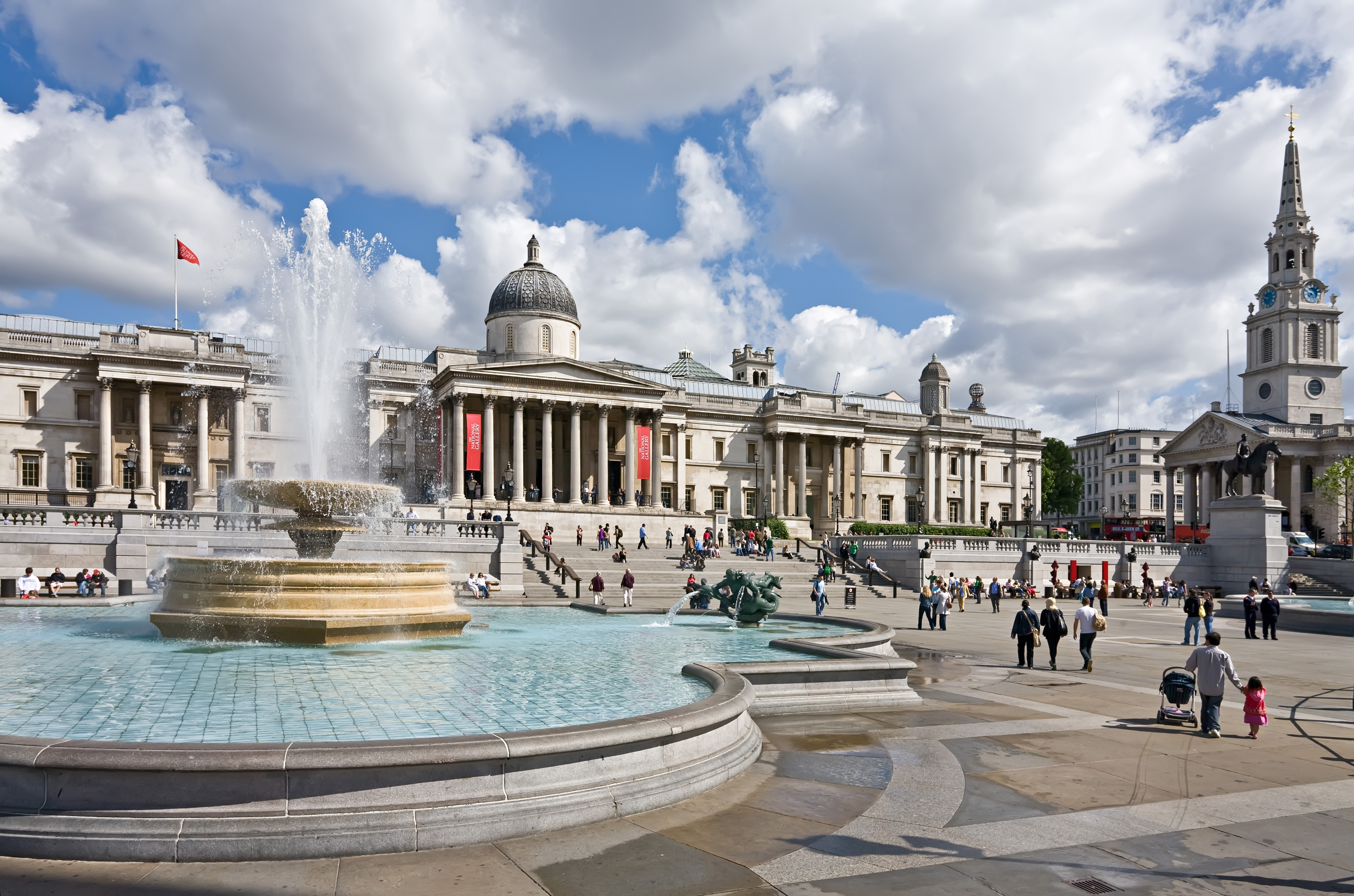
Entre altres, el rodatge va tenir lloc en la icònica Trafalgar Square londinenca.

Durant els primers mesos de desenvolupament, la BBC va anunciar que rodaria l'episodi en format 3D, convertint-se així en el segon episodi de la longeva sèrie a ser filmat i emès en aquest format, després de Dimensions in Time. Sobre això, Moffat va assegurar que «la tecnologia finalment es creua en el camí de Doctor Who per fer que les televisions siguin ara més grans per dins (a referència a una broma recurrent sobre la TARDIS). Una nova dimensió d'aventures perquè el Doctor explori».
A causa de la durada de l'especial, més llarga que la d'un episodi regular, la filmació es va perllongar per més d'un mes. El rodatge va començar la primera setmana d'abril de 2013, al sud de Gal·les, on es roda la major part de la sèrie des de 2005. El 2 d'abril el rodatge es va realitzar a Neath i la BBC va mostrar la imatge d'un zygon. Posteriorment es van rodar escenes a la Torre de Londres i Trafalgar Square. El Museu i Galeria Nacional de Cardiff també es va usar com escenari. El 17 d'abril, Tennant i Smith van gravar escenes junts al castell medieval de Chepstow, Gal·les. El 2 de maig de 2013, diverses escenes van ser rodades a Cardiff representant Totter's Lane i l'institut d'ensenyament secundari Coal Hill, escenaris representats a An Unearthly Child, el primer episodi de la sèrie. La filmació d'interiors va tenir lloc als estudis Roath Lock de Cardiff, on opera la sucursal gal·lesa de la BBC Cymru Wales. El productor Marcus Wilson va anunciar en el seu compte de Twitter el final oficial del rodatge, el dia 6 de maig de 2013. El títol definitiu de l'episodi, The Day of the Doctor, no es va donar a conèixer fins a l'11 de setembre de 2013, diversos mesos després de concloure la filmació.

### Promoció
A la Comic-Con de San Diego de 2013, Moffat, Gatiss, Coleman i Smith, entre d'altres, van parlar sobre l'especial. El guionista i productor va reconèixer de manera misteriosa que «havia estat mentint durant mesos» quan li preguntaven sobre personatges absents. Posteriorment, es va mostrar un tràiler de l'especial als presents en el panell, la BBC va decidir no pujar-lo a Internet fins al cap d'uns dies, fet que va aixecar cert malestar entre els fans, sobretot els britànics. L'11 de setembre de 2013, la BBC va llançar el pòster oficial de l'episodi, en el qual revelava el nom i la durada d'aquest. El 28 de setembre, la BBC va llançar el hashtag de Twitter#SaveTheDay (Salva el Dia) i dos teaser utilitzats per promoure el capítol. Posteriorment es va llançar una campanya per fomentar l'ús del hashtag a les xarxes socials presentada per un vídeo amb Smith i que va ser acompanyada pel llançament d'una web que revelava contingut de l'episodi a mesura que creixia la popularitat de l'ús de l'etiqueta a Internet.
El 19 d'octubre, la BBC va llançar un anunci especial narrat per Matt Smith, encara que sense imatges del capítol. Un clip de vídeo de l'episodi es va mostrar a la Children in Need de la BBC el 15 novembre. Finalment, el tràiler oficial va ser mostrat a la BBC1 i la web de la BBC el 9 de novembre.

## Recepció

### Estrena

Països que van emetre The Day of the Doctor de forma simultània.
Països que el van emetre per televisió.
Països que el van emetre per cinemes.
Països que el van emetre per televisió i cinema.

L'episodi es va emetre el 23 de novembre de 2013, a les 7:50 pm (horari britànic) a BBC One, així com en sales de cinema. La British Board of Film Classification va desvelar que l'episodi havia estat qualificat com PG (Parental Guidance) per contenir violència moderada i que entre els extres que es van qualificar hi ha els dos mini-episodis preqüela The Last Day (L'últim dia), de 4 minuts de durada i The night of the Doctor (La nit del Doctor), de 8 minuts de durada. El segon va ser llançat el dia 15 de novembre a la plataforma de BBC Xarxa Button.
La BBC va anunciar que l'especial seria emès simultàniament a tot el món, s'havia venut els drets d'emissió a 200 països, dels quals 75 ho van emetre de forma simultània. A Espanya, la cadena Cinesa va emetre l'episodi en sales de cinema en diverses ciutats poques hores després de l'estrena al Regne Unit.
La web analítica social va revelar que Doctor Who va generar gairebé 500.000 tweets a Twitter durant la seva emissió, havent-hi el pic més gros al començament del capítol amb un total de 12.939 tweets en un minut.
El capítol va tenir un gran índex d'audiència amb 10,18 milions d'espectadors contant només les persones que ho van veure en directe al Regne Unit.
L'emissió va obtenir en un rècord Guiness per a la transmissió simultània més gran en una sèrie de televisió fins al moment.
| \| País o continent \| Cadena[80] \| \| ----------------- \| ----------------- \| \| Alemanya \| Fox \| \| Finlàndia \| YLE \| \| Polònia \| BBC Entertainment \| \| Rússia \| Karousel and NKS \| \| Estats Units \| BBC America \| \| Canadà \| Space \| \| Austràlia \| ABC \| \| Sud-amèrica[n. 1] \| BBC Entertainment \| \| Àfrica[n. 2] \| BBC Entertainment \| \| Àsia[n. 3] \| BBC Entertainment \| |                   |
| País o continent | Cadena            |
| Alemanya | Fox               |
| Finlàndia | YLE               |
| Polònia | BBC Entertainment |
| Rússia | Karousel and NKS  |
| Estats Units | BBC America       |
| Canadà | Space             |
| Austràlia | ABC               |
| Sud-amèrica | BBC Entertainment |
| Àfrica | BBC Entertainment |
| Àsia | BBC Entertainment |

### Taquilla
L'especial va congregar als fans en els més de 1.500 cinemes al voltant de tot el món. Al Regne Unit, durant el seu curt període d'estada en les pantalles va arribar a recaptar 2,15 milions d'euros, la tercera emissió més vista al país aquell cap de setmana, després de The Hunger Games: Catching Fire i Gravity. A Espanya, les xifres van rondar els 22.600 euros mentre que als Estats Units la taquilla va ser de 150.576 euros.

### Crítica
The Day of the Doctor va rebre crítiques positives des del primer moment. Ben Lawrence del The Daily Telegrah li va donar cinc estrelles especials i la va descriure com "encantador, excèntric i molt molt britànic". Simon Brew del Den of Geek va definir l'especial com "fantàstic" i va afegir "fent brivar la comèdia, l'ambició i l'entreteniment fins al fons". Jon Cooper de The Mirror va donar al capítol cinc estrelles i va dir "no només dona als fans més fidels una reinvenció del seu show preferit, també dona als espectadors casuals una història i un recordatori de per què a tots ens agrada tant.
Jim Shelley del The Daily Mail va descriure el capítol "una intel·ligent combinació caòtica, exasperant d'enginy, sabent els petits i grans detalls, buit, una fanfarronada pomposa". No obstant això, no li va agradar els efectes especials, va acusar la BBC d'intentar complaure l'audiència americana, tampoc l'aspecte dels zygons, els quals no fan suficient por i el mencionament irritant de Matt Smith i David Tennant. Chris Taylor del Mashable va dir sobre el capítol "un disseny per complaure als fans i els nouvinguts per igual", i "demostra perquè el Doctor està trobant el seu camí cada vegada en més llars i cors". Viv Grospok de The Guardian va criticar diversos elements de l'episodi, encara que va concloure que "va valer la pena".

### Versió domèstica
El capítol va ser posat a la venda en DVD i Blu-ray 3D el 2 de desembre de 2013 al Regne Unit. Es va posar a la venda posteriorment a altres països com a Austràlia el 4 de desembre i als Estats Units el 10 del mateix mes.
Entre els extres estan inclosos els dos mini-espisodis: The Last Day (L'últim dia), de 4 minuts de durada i The Night of the Doctor (La nit del Doctor), de 7 minuts de durada, a més d'un tràiler titulat Behind the lend (Darrere la lent).

## Celebració del 50è aniversari
La BBC va acompanyar l'emissió de l'episodi especial amb una varietat de programes sobre els cinquanta anys de la sèrie per celebrar l'aniversari. The Day of the Doctor va ser la peça central i es va emetre per la BBC One acompanyat del docudrama An Adventure in Space and Time emès a la BBC Two, una versió completament restaurada del primer serial An Unearthly Child i un programa especial de Culture Show titulat Me, You and Doctor Who (Jo, tu i Doctor Who) presentat per l'escriptor Matthew Sweet, que va explorar l'ampli llegat cultural del programa. CBBC va emetre un programa titulat 12 Again (12 una altra vegada) en el qual estrelles passades i presents del programa van parlar sobre les seves experiències. El professor Brian Cox va donar una conferència televisiva sobre la ciència a Doctor Who i BBC Three va dedicar el cap de setmana als monstres i dolents de la sèrie, així com Doctor Who: The Ultimate Guide. La cadena d'UKTV Watch va emetre l'onzena part de la sèrie de BBC America The Doctor's Revisited (Els doctors revisitats) juntament amb episodis clàssics des del 12 d'octubre. Diversos actors i l'equip de producció de la sèrie, entre els quals es trobaven Matt Smith, Steven Moffat, Tom Baker, Peter Davison i John Hurt, van ser convidats a una visita a la reina Isabel II al Palau de Buckingham.
A més, la cadena va organitzar una multitudinària convenció per als fans de la sèrie en el recinte firal ExCeL de Londres durant el cap de setmana del 23 de novembre.
El cercador Google va dedicar el seu doodle a la sèrie els dies 22 i 23 de novembre, amb un petit videojoc interactiu.